# Guatteria rubrinervis
Guatteria rubrinervis este o specie de plante angiosperme din genul Guatteria, familia Annonaceae, descrisă de Robert Elias Fries. Conform Catalogue of Life specia Guatteria rubrinervis nu are subspecii cunoscute.